# قلعه بریس (کلات)
بقایای قلعه بریسک (کلات) مربوط به سده‌های میانه تا متاخر دوران‌های تاریخی پس از اسلام است و در شهرستان سرباز، بخش مرکزی، دهستان پارود، ۵۰۰ متری جنوب روسای بریس واقع شده و این اثر در تاریخ ۲۷ اسفند ۱۳۸۷ با شمارهٔ ثبت ۲۶۴۷۹ به‌عنوان یکی از آثار ملی ایران به ثبت رسیده است.